# Jean-Bernard Raimond

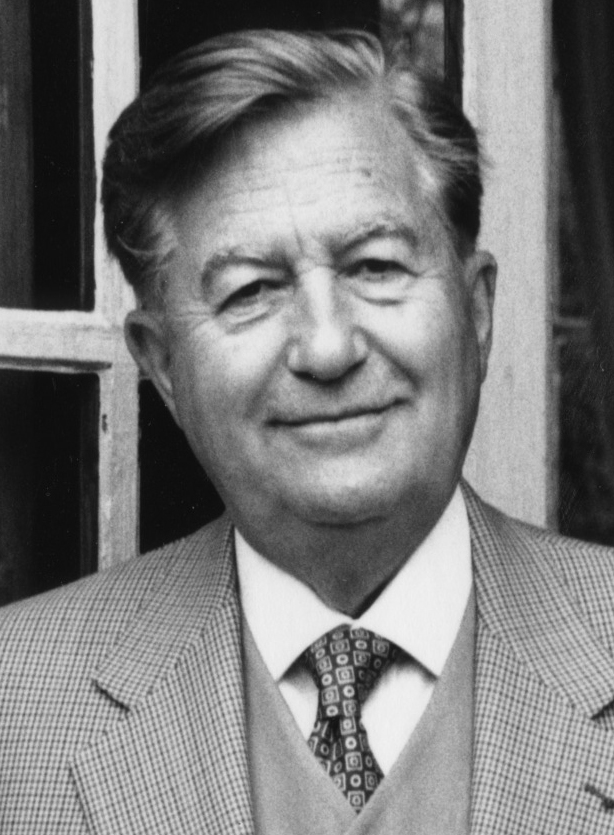
Jean-Bernard Raimond (1997)

Jean-Bernard Raimond (* 6. Februar 1926 in Paris; † 7. März 2016 in Neuilly-sur-Seine) war ein konservativer französischer Politiker, der in der Regierung von Jacques Chirac von 1986 bis 1988 Außenminister und von den 1970er bis 1990er Jahren in mehreren Staaten als Botschafter eingesetzt war. Er war Abgeordneter der Nationalversammlung von 1993 bis 2002.

## Leben und Karriere
Raimond wurde 1926 geboren und besuchte die Elitehochschule École normale supérieure, wo er 1947 graduierte, sowie die École nationale d’administration.
Er war in einer Reihe von Funktionen innerhalb des Staatsdienstes tätig. 1967 wurde er Mitglied des Stabes von Maurice Couve de Murville, der zu dieser Zeit französischer Außenminister war, und 1978 bei Louis de Guiringaud. Auch bekleidete er mehrere Posten als Botschafter: Von 1973 bis 1977 war er Botschafter in Marokko, von 1982 bis 1984 in Polen, von 1985 bis 1986 in der Sowjetunion und von 1988 bis 1991 im Vatikan. Zwischen seinen Amtszeiten als Botschafter war er im Außenministerium tätig; von 1986 bis 1988 war er Außenminister.
1993 wurde er als Abgeordneter des Wahlkreises Bouches-du-Rhône der Stadt Aix-en-Provence als Mitglied des gaullistischen Rassemblement pour la République (RPR) in die Nationalversammlung gewählt und 1997 für eine weitere Wahlperiode wiedergewählt, die 2002 endete.
Raimond war sehr aktiv in den französisch-marokkanischen Beziehungen und auch Mitglied einer Reihe bilateraler Freundschaftsausschüsse, nahm an internationalen Kolloquien teil und schrieb mehrere Bücher.

## Ehrungen
Raimond war Träger mehrerer französischer und ausländischer Ehrungen, darunter als Officer of the Légion d’honneur und als Commander des Ordre national du Mérite, des Ordre des Palmes Académiques für Verdienste um das Bildungswesen, des Ouissam Alaouite und des Großkreuzes des päpstlichen Piusordens.

## Bibliografie
- Le Quai d’Orsay à l’épreuve de la cohabitation, Flammarion, 1989, ISBN 2-08-066426-3
- Le Choix de Gorbatchev, Odile-Jacob, 1992, ISBN 2-7381-0189-5
- Jean Paul II, un pape au cœur de l’histoire, Le Cherche-Midi, 1999, ISBN 2-86274-999-0